# Персико, Николя
Николя Джузеппе Персико (итал. Nicola Giuseppe Persico, род. 1967, Палермо) — американский экономист итальянского происхождения. Он является профессором управленческой экономики и наук о принятии решений имени Джона Л. и Хелен Келлогг в Школе менеджмента Келлогга Северо-Западного университета, где он руководит Центром математических исследований в области экономики и менеджмента. 

## Образование и карьера
Персико получил степень бакалавра в Университете Боккони в 1991 году и степень доктора философии в Северо-Западном университете в 1996 году, обе по экономике. Затем он в течение года работал доцентом в Калифорнийском университете в Лос-Анджелесе, а затем перешёл в Пенсильванский университет. В 2006 году он оставил должность доцента экономики в Пенсильванском университете, чтобы стать штатным профессором экономики в Нью-Йоркском университете. В 2011 году он присоединился к Школе менеджмента Келлогга, где в 2014 году ему было присвоено звание профессора имени Джона Л. и Хелен Келлогг; он сохранит это звание до 2019 года.

## Исследовательские интересы
Исследования Персико охватывают множество дисциплин в экономике, включая политическую экономию и экономику труда. Он был соавтором многочисленных исследований, в том числе тех, которые обнаружили положительную связь между ростом человека в подростковом возрасте и его доходом в дальнейшей жизни. Он и его коллеги также показали, что лучше выполнять одну задачу за раз (последовательно), чем выполнять несколько задач одновременно. 